# Rheinvorland bei Perrich
Das FFH-Gebiet NSG Rheinvorland bei Perrich (Kennung DE-4305-303) ist rund 51 Hektar groß und liegt im linksrheinischen Weseler Ortsteil Ginderich, Bauerschaft Perrich, am Niederrhein. Als FFH-Gebiet bildet es einen Teil des europäischen Schutzgebietsnetzes Natura 2000. Der Namensbestandteil „NSG“ verweist auf die vormals eigenständige Naturschutzgebietsausweisung dieses Bereichs. Das ehemalige NSG Rheinvorland bei Perrich ging 2009 im größeren NSG Rheinaue zwischen Büderich und Perrich auf, so dass das FFH-Gebiet seither innerhalb dieses Naturschutzgebiets liegt.
Außerdem liegt der Bereich im ebenfalls deutlich größeren EU-Vogelschutzgebiet DE-4203-401 Unterer Niederrhein sowie im Ramsar-Gebiet Unterer Niederrhein.

## Flora und Fauna
Das Rheinvorland bei Perrich bildet einen Lebensraum aus Weichholzauen und Ufervegetation an einem rund 35 ha großen Stillgewässer, das durch Abgrabung entstand und je nach Wasserstand mit dem Rhein verbunden ist. Im Westen des Rheinvorlands befinden sich kleinere Pappel- und Weidenbestände mit hohem Totholzanteil. Von besonderem Wert ist das Gebiet nicht nur als winterliche Rastfläche für Gänse und Enten, sondern auch als Brutgebiet für eine Vielzahl weiterer Vogelarten. Das Gebietsumfeld wird durch Grünland geprägt, das als Weideland bewirtschaft wird.
Die dauerhafte Erhaltung und Entwicklung der Weichholzauen ist neben der Erhaltung des Gewässers als Zugvogel-Rastplatz ein hauptsächliches Entwicklungsziel im Rheinvorland bei Perrich.
Als Arten von gemeinschaftlichem Interesse nach den Fauna-Flora-Habitat- und Vogelschutzrichtlinien finden sich in dem Gebiet insbesondere
- Bekassinen, Bruchwasserläufer, Dunkelwasserläufer, Große Brachvögel, Grünschenkel, Kampfläufer, Rotschenkel, Uferschnepfen und Waldwasserläufer
- Blässgänse, Gänsesäger, Knäkenten, Krickenten, Löffelenten, Waldsaatgänse, Spießenten, Tafelenten und Zwergsäger
- Flussregenpfeifer und Kiebitze
- Flussseeschwalben
- Wiesenpieper
- Zwergtaucher

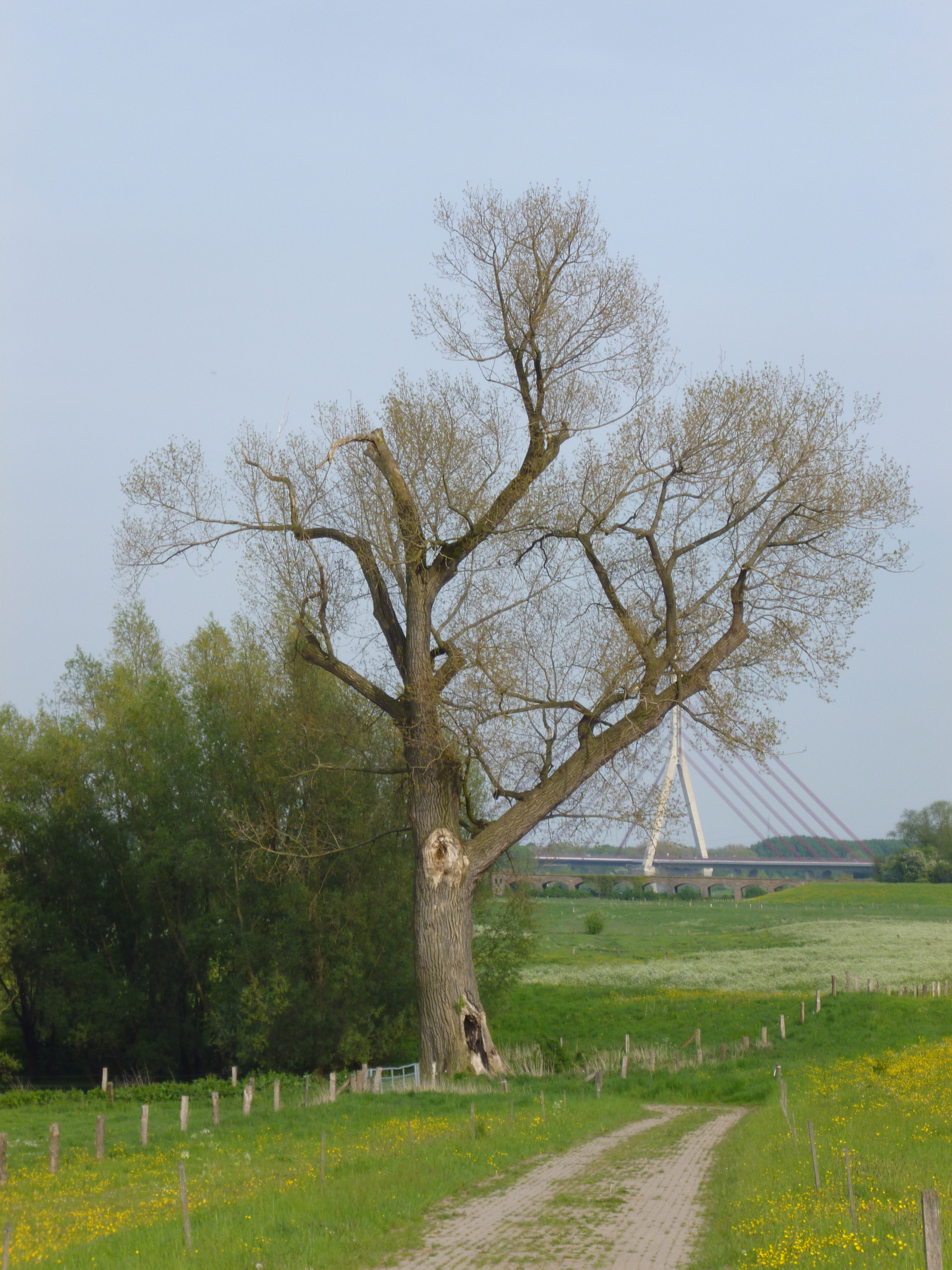
Naturdenkmal „Spätpappel bei Büderich“ im Gebiet
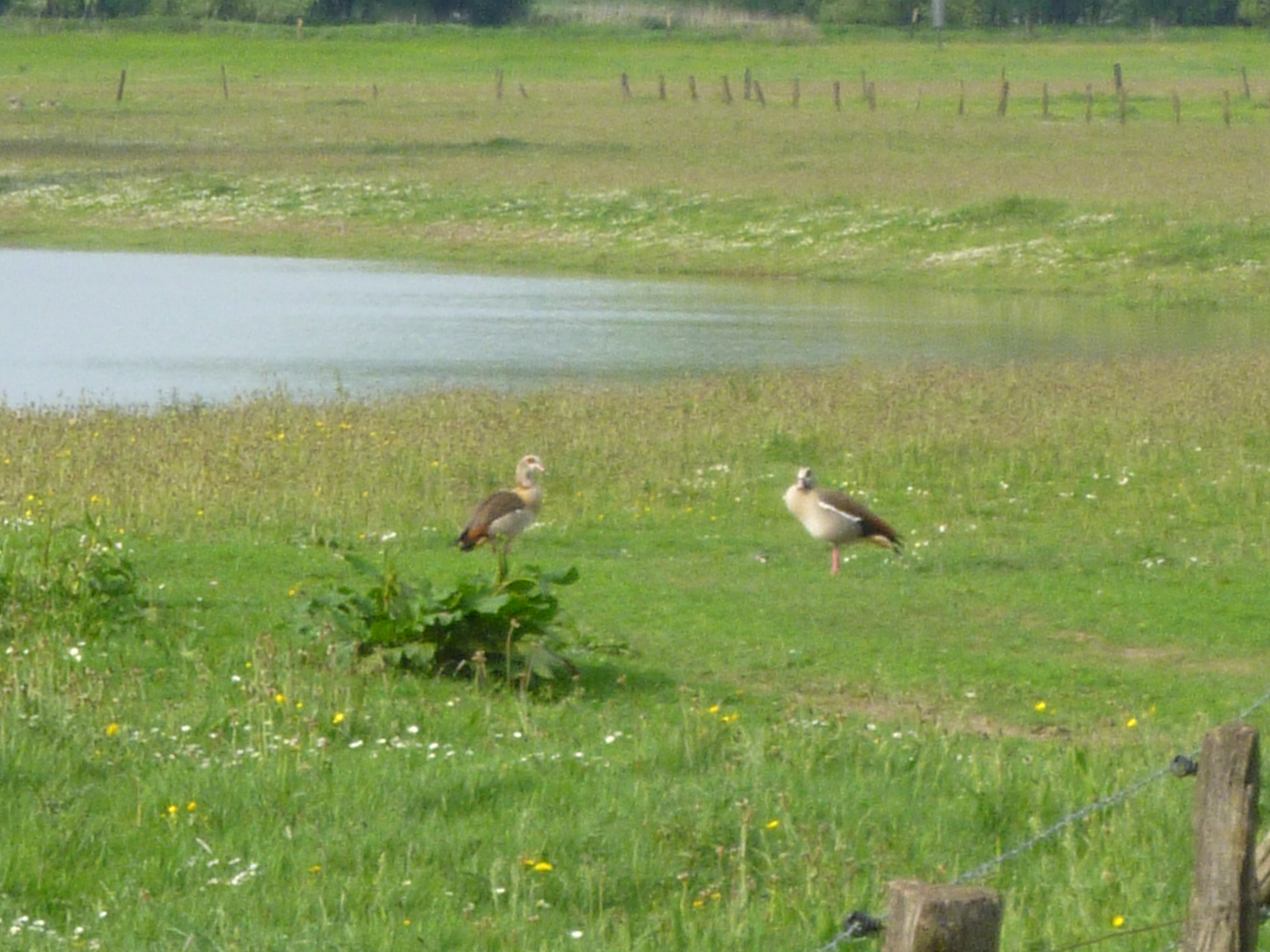
Nilgänse im Gebiet

Nach Südwesten hin wird das FFH-Gebiet durch den Rheindeich zwischen Büderich und Perrich begrenzt, auf dem ein Rad- und Wanderweg verläuft. Von dort aus sind Blicke ins Gebiet möglich.